# П'єр Карло Падоан
П'єр Карло Падоан (італ. Pier Carlo Padoan; нар. 19 січня 1950, Рим) — італійський економіст і політик, міністр економіки і фінансів в уряді Маттео Ренці з 22 лютого 2014 року.
Він закінчив економічний факультет Римського університету. До 2007 року він був лектором численних вітчизняних і зарубіжних університетів, серед іншого, Римського університету, Коледжу Європи у Брюгге і Варшаві, університетів у Токіо, Урбіно, Брюсселі та Ла-Платі. Він є автором численних наукових публікацій у галузі економічної політики. З 1998 по 2001 рік він був економічним радником прем'єр-міністрів Массімо Д'Алема і Джуліано Амато. Він працював консультантом Світового банку, Європейської комісії та Європейського центрального банку. У 2001–2005 роках він був виконавчим директором Міжнародного валютного фонду. У 2007 році він став заступником генерального секретаря Організації економічного співробітництва та розвитку (ОЕСР), він також був головним економістом організації (з 2009 року).